# Glypta inusitata
Glypta inusitata là một loài tò vò trong họ Ichneumonidae.